# Grupa Bojowa SS Kysucká Garda
Grupa Bojowa SS „Kysucká Garda” (niem. SS-Kampfgruppe „Kysucká Garda”) – oddział wojskowy Waffen-SS złożony z Niemców i Słowaków pod koniec II wojny światowej
SS-Kampfgruppe „Kysucká Garda” została sformowana krótko przed zakończeniem wojny w kwietniu 1945 r. Na jej czele stanął SS-Hauptsturmführer Rulze. Podlegała ona bezpośrednio Wehrkreiskommando VIII w Bratysławie. Wchodziła w skład SS-Jagdverband „Südost”, której dowództwo mieściło się w Wiedniu. Liczyła ok. 120 ludzi. W jej skład wchodzili Niemcy, Słowacy w większości z Gwardii Hlinki i słowaccy volksdeutsche. Od lutego 1945 r. przechodzili oni specjalne przeszkolenie w ramach SS-Jagdgruppe 232 „Slowakei”. Do zadań SS-Kampfgruppe „Kysucká Garda” należało prowadzenie działań dywersyjnych przeciwko nacierającej Armii Czerwonej. Prawdopodobnie nie zdążyła ona wziąć udziału w działaniach wojennych i została rozwiązana.